# Poeta en Nueva York
Poeta en Nueva York es el título de un poemario escrito por Federico García Lorca entre 1929 y 1930, durante su estancia en la Universidad de Columbia (Nueva York), así como en su siguiente viaje a Cuba, y publicado por primera vez en 1940, cuatro años después de su asesinato.
García Lorca dejó España en 1929 para impartir unas conferencias en Cuba y Nueva York. Aun así, el motivo del viaje fue quizá un pretexto para cambiar de aires y huir del ambiente que le rodeaba y que le oprimía: debido a un fracaso sentimental y al dilema interior que sentía por su sexualidad, Lorca padeció en esa época una profunda depresión. Vivió en Nueva York del 25 de junio de 1929 al 4 de marzo de 1930, partiendo entonces hacia Cuba, donde residió por un espacio de tres meses.
A Lorca le impactó profundamente la sociedad norteamericana, y sintió desde el inicio de su estancia una profunda aversión hacia el capitalismo y la industrialización de la sociedad moderna, al tiempo que repudiaba el trato dispensado a la minoría negra. Poeta en Nueva York fue para Lorca un grito de horror, de denuncia contra la injusticia y la discriminación, contra la deshumanización de la sociedad moderna y la alienación del ser humano, al tiempo que reclamaba una nueva dimensión humana donde predominase la libertad y la justicia, el amor y la belleza. Es por ello por lo que puede ser considerada una de las obras poéticas más importantes y relevantes de la historia de este arte, dado su trascendentalismo. Una crítica poética en un momento de cambios económicos y sociales de una magnitud única en toda la historia de la humanidad, que convierte esta obra en una profunda reflexión pesimista y hace que sea un nexo de unión entre el modernismo y la nueva era tecnológica.

## Historia

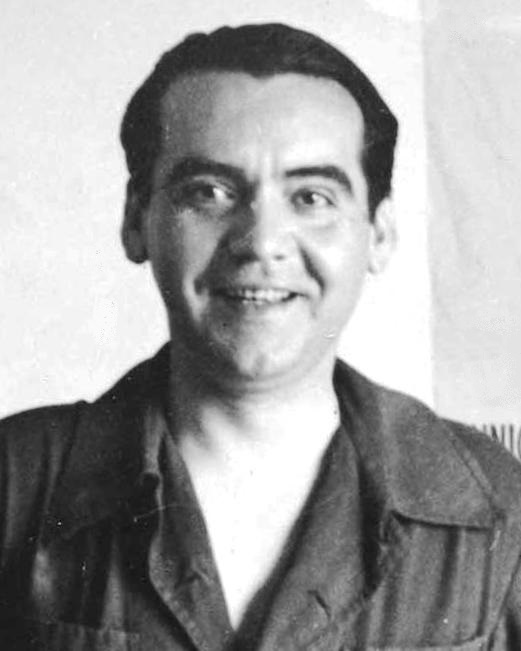
Federico García Lorca

García Lorca partió en 1929 para impartir una serie de conferencias en Cuba y Nueva York. El ambiente previo a su partida fue de un gran desasosiego para el poeta: había roto su relación con el escultor Emilio Aladrén, a la vez que se evidenció su distanciamiento con Salvador Dalí, quien en 1929 realizó junto a Luis Buñuel la película surrealista Un perro andaluz, clara alusión al autor granadino. Lorca recibió en enero de 1929 una invitación para dar una serie de conferencias en Cuba y en diversas universidades norteamericanas, justo en un momento de cierta penuria económica –al parecer sus padres le habían reprochado el hecho de que no se ganara bien la vida–. Federico escribió a sus padres: 

“Yo no quiero de ninguna manera que estéis indignados conmigo. Esto me apena. Yo no tengo culpa de muchas cosas mías. La culpa es de la vida y de las luchas, crisis y conflictos de orden moral que yo tengo”.

En estas palabras se muestra inusualmente sincero y consciente de sus sentimientos, a la vez que reflejan un claro pesimismo frente a su situación vital. Asimismo, Lorca se sentía agobiado por la situación política, manteniendo una postura cada vez más crítica con la dictadura de Primo de Rivera: a mediados de 1929 firmó junto a veinticuatro jóvenes escritores un manifiesto expresando su malestar por la situación del país, y pidiendo un cambio de rumbo. Todos estos factores propiciaron un estado anímico propenso a la depresión en el poeta andaluz, hecho que no pasó desapercibido para su familia: su padre, Federico García Rodríguez, le comentó en febrero de 1929 que le sentaría bien un cambio de aires.
En el viaje al nuevo continente acompañó a Lorca el político socialista Fernando de los Ríos, que daría una conferencia en la Universidad de Columbia, así como su sobrina Rita María Troyano de los Ríos, que iba a dar clases de español en una escuela de Herefordshire. El 10 de junio de 1929 partieron en tren hacia París, donde hicieron escala de un día, aprovechando para visitar el Louvre. Viajaron en barco de Calais a Dover, alojándose posteriormente en Londres dos días. Después de dejar a Rita en Hereford, visitaron Oxford, para embarcarse finalmente en el RMS Olympic –gemelo del Titanic–, que partió de Southampton el 19 de junio de 1929 rumbo a América. Antes de partir Lorca escribió a su amigo Carlos Morla Lynch que se sentía deprimido y «lleno de añoranzas», y que se arrepentía de haber hecho el viaje.
Lorca llegó a Nueva York el 25 de junio de 1929. En la ciudad de los rascacielos encontró un nutrido grupo de intelectuales españoles que residían allí: Federico de Onís, profesor de español en la Universidad de Columbia y director de la revista Estudios Hispánicos; Ángel del Río, profesor de literatura española en la misma universidad; León Felipe, profesor de la Universidad de Cornell; y el pintor Gabriel García Maroto.
Fue a instancias de Federico de Onís que Lorca se instaló en la residencia estudiantil Furnald Hall –para lo que tuvo que matricularse en un curso de inglés para extranjeros–. Su primera impresión fue favorable, mostrándose entusiasmado ante el prodigioso espectáculo neoyorquino, sus rascacielos, su vida bulliciosa, las avenidas de Manhattan, las luces de Broadway. Lorca asistió asiduamente a sus clases de inglés, aunque no logró muchos avances, logrando apenas un dominio mínimo del idioma. Se interesó más en conocer la ciudad y hacer vida social, asistiendo a numerosos eventos y espectáculos con sus amigos y conocidos. Pasaba la mayor parte del tiempo en el Spanish Institute de la Universidad de Columbia, donde se impartían conferencias y se celebraban veladas literarias y musicales, y donde se sentía más cercano a su añorado país.

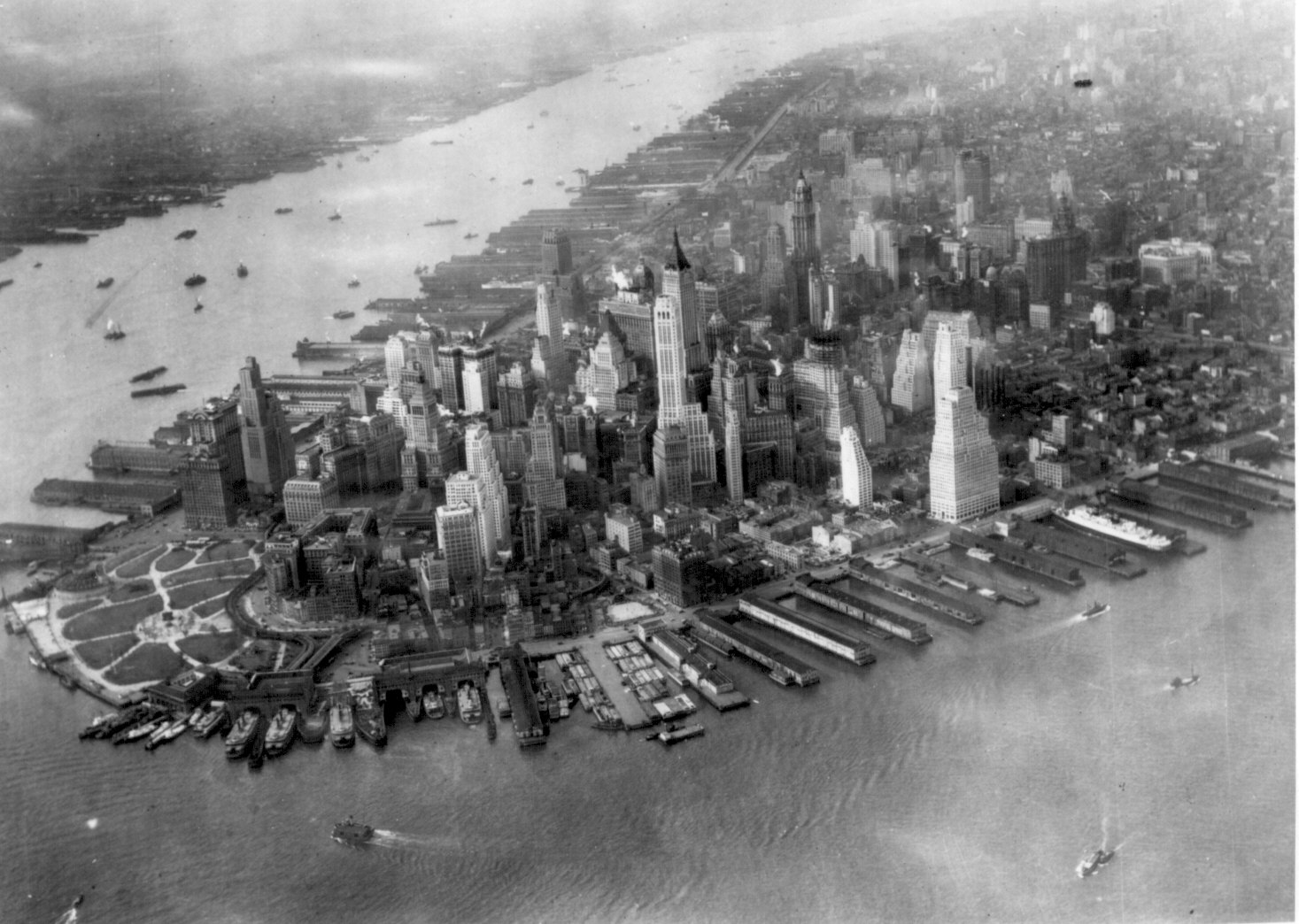
Vista aérea de Nueva York (1931)

Al cabo de unas semanas Lorca visitó Harlem –donde junto a sus amigos frecuentaban el club de jazz Small’s Paradise–, tomando contacto con la realidad de las minorías étnicas norteamericanas y viendo el lado oscuro, amargo, de la sociedad estadounidense. Gran simpatizante de las minorías sociales –gitanos, negros, judíos–, y de las gentes oprimidas y excluidas de la sociedad del bienestar, Lorca se erigió en portavoz de los humildes, los desfavorecidos, a los que reivindicaba a través de sus poemas, que denunciaban una situación de opresión del hombre por el hombre. Comenzó así a ver el aspecto negativo de la metrópoli americana, su deshumanización, su excesiva mecanización, su frialdad, su materialismo, todo lo contrario a la actitud vital y natural que siempre había sentido el poeta.
También cabe remarcar que Lorca arribó a los Estados Unidos poco antes de producirse el Crack de 1929, que sumergió al país en un ambiente de crisis económica y de miseria social. En unas declaraciones a Luis Méndez Domínguez en 1933 expresó así su impresión de la ciudad:

“Impresionante por frío y cruel... Espectáculo de suicidas, de gentes histéricas y grupos desmayados. Espectáculo terrible, pero sin grandeza. Nadie puede darse idea de la soledad que siente allí un español, y más todavía un hombre del sur”.

Con todas estas impresiones, García Lorca inició la redacción de Poeta en Nueva York, en el que reflejó de forma intimista su estado anímico, su melancolía, sus pulsiones sexuales, la amargura de los amores perdidos, la añoranza de la infancia pasada y de los recuerdos olvidados. Lo hizo con un estilo surrealista, con influencia de Walt Whitman y T. S. Eliot. En una carta a sus padres describió así la génesis del poemario neoyorquino:

“Escribo un libro de poemas de interpretación de Nueva York que produce enorme impresión a estos amigos por su fuerza. Yo creo que todo lo mío resulta pálido al lado de estas cosas que son en cierta manera sinfónicas como el ruido y la complejidad neoyorkina”.

Lorca finalizó su curso de inglés el 16 de agosto de 1929, si bien no se presentó a los exámenes. Partió entonces hacia una estancia en el estado de Vermont, invitado por su amigo Philip Cummings, joven poeta estadounidense que había pasado una temporada en Granada, donde conoció a Federico. Allí pasó una temporada gozando de la naturaleza montañosa de Vermont, de sus bosques y lagos. Cummings había alquilado una cabaña a orillas del lago Eden, donde realizaban largos paseos y donde acometieron la traducción al inglés de Canciones, el libro de poemas que Federico realizó en 1927. Sin embargo, el incipiente otoño y la frecuente lluvia provocaron de nuevo en el poeta un estado de ánimo melancólico. Así, el 29 de agosto volvió a Nueva York, para partir de inmediato a una estancia de veinte días con Ángel del Río y su esposa Amelia en una cabaña en Bushnellsville, cerca de Shandaken. Por último, el 18 de septiembre viajó a Newburgh, localidad donde tenía una casa de campo Federico de Onís, con quien pasó unos días más.
El 21 de septiembre de 1929 regresó a Nueva York, instalándose en la residencia John Jay Hall, perteneciente igualmente al campus de Columbia. Continuaba estando deprimido, hecho que se demuestra en un comentario a Rafael Martínez Nadal al enviarle su poema Infancia y muerte, del 7 de octubre: «para que te des cuenta de mi estado de ánimo». Coincidió entonces con el crack de la bolsa, siendo testigo de numerosas escenas de pánico e histeria en Wall Street, presenciando al parecer incluso un suicidio, y reforzándose desde entonces su anticapitalismo.

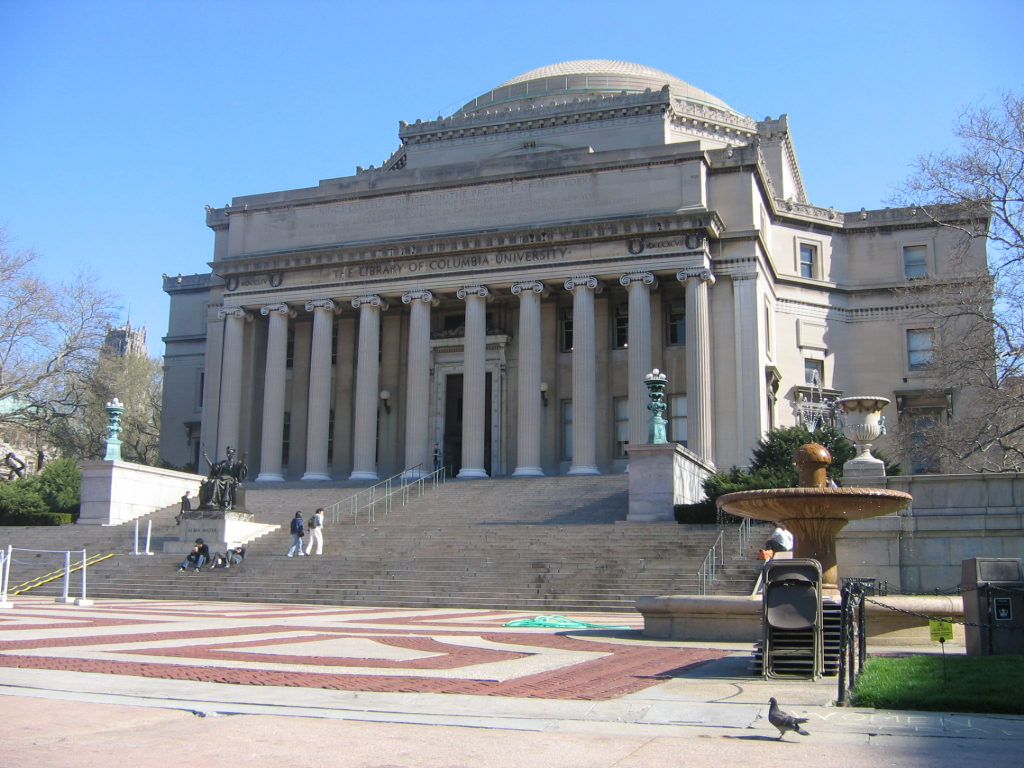
Low Memorial Library, Universidad de Columbia

En Nueva York, además del poemario inspirado por la ciudad, Lorca escribió un guion de cine (Viaje a la luna), que habría sido de estilo surrealista, emulando a Un perro andaluz de Buñuel y Dalí, siendo la historia de un amor imposible y la luna un símbolo de la muerte. Pasada la Navidad, abandonó John Jay Hall y se instaló en la residencia International House. El 21 de enero de 1930 dio su primera conferencia en el Vassar College, dando una charla sobre las canciones de cuna que había dado anteriormente en 1928 en la Residencia de Estudiantes de Madrid. En vísperas de su marcha a Cuba, el 10 de febrero, Lorca recibió un homenaje en el Spanish Institute, donde dio su conferencia Imaginación, inspiración, evasión, hablando de la poesía en términos cercanos al surrealismo, como ‘fenómeno poético puro’: «ya no hay términos, ya no hay límites, ya no hay leyes explicables. ¡Admirable libertad!».
García Lorca abandonó Nueva York el 4 de marzo de 1930, viajando en tren por la costa este norteamericana hasta Miami, donde se embarcó hacia Cuba, invitado para dar una serie de conferencias por la Institución Hispano-Cubana de Cultura, que dirigía el sociólogo Fernando Ortiz. En el país caribeño pasó Lorca tres meses, siendo sin duda para el poeta andaluz una estancia más agradable que en la ciudad de los rascacielos, tanto por el clima como por el idioma y el carácter de la gente. Escribió a sus padres:

“Pero Habana es una maravilla, tanto la vieja como la moderna. Es una mezcla de Málaga y Cádiz, pero mucho más animada y relajada por el trópico. El ritmo de la ciudad es acariciador, suave, sensualísimo, y lleno de un encanto que es absolutamente español, mejor dicho, andaluz”.

Alojado en el Hotel La Unión, Lorca vivió una estancia más despreocupada y libre que en Nueva York o incluso en España, mostrando con más libertad su condición de homosexual. En Cuba se sentía gran admiración por Lorca, cuyo Romancero gitano había cosechado un gran éxito. El poeta dio cinco conferencias en el Teatro Principal de la Comedia de La Habana: La mecánica de la poesía (9 de marzo); Paraíso cerrado para muchos, jardines abiertos para pocos. Un poeta gongorino del siglo XVII (sobre Pedro Soto de Rojas, 12 de marzo); Canciones de cuna españolas (16 de marzo); La imagen poética en don Luis de Góngora (19 de marzo); y La arquitectura del cante jondo (6 de abril). Las conferencias fueron un gran éxito, y Lorca ganó por primera vez en su vida una importante suma de dinero.
A finales de abril de 1930 pasó unos días en Santiago de Cuba, repitiendo su conferencia La mecánica de la poesía en la Escuela Normal para Maestros. Allí escribió su único poema durante su estancia en la isla, Son de negros en Cuba, incorporado a Poeta en Nueva York. Asimismo, en Cuba escribió Lorca su obra de teatro El público, donde pretendía romper las barreras entre escenario y realidad, entre actores y espectadores, y que por su tono angustiado contrasta con la aparente felicidad de su estancia en la isla. El 12 de junio de 1930 Lorca abandonó Cuba de vuelta a España.

## Vicisitudes del manuscrito

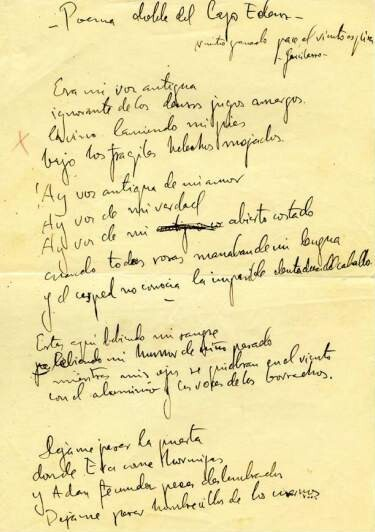
Manuscrito de Poema doble del lago Eden

El primer y único borrador de Poeta en Nueva York, compuesto por 96 páginas mecanografiadas y 26 manuscritas, fue entregado por Lorca a José Bergamín poco antes de su muerte, en 1936, con abundantes tachones, añadidos y correcciones. Bergamín se llevó consigo el manuscrito al exilio, primero a Francia y luego a México, y a partir de él realizó la primera edición de 1940, que apareció simultáneamente en México (Ed. Séneca) y Estados Unidos (Ed. Norton, traducido por Rolfe Humphries), aunque con importantes diferencias debidas, al parecer, a ligeras modificaciones introducidas por Bergamín, quien sin embargo fue muy respetuoso con las indicaciones de su amigo. Sin embargo, años más tarde el también poeta Agustín Millares publicó en la revista Planas de poesía un poema inédito y desconocido, titulado Crucifixión, ausente de las primeras ediciones del libro, que fue adquirido en 2007 por el Ministerio de Cultura de España.
Durante casi toda la segunda mitad del siglo XX, el original del libro permaneció en paradero desconocido, pasando de mano en mano, hasta que fue redescubierto en 1999 en posesión de la actriz Manuela Saavedra y Moreno de Aldama, y adquirido por la Fundación García Lorca en 2003. En estos momentos se está preparando una edición basada en todos estos materiales originales recientemente recuperados, que se considera que será la edición «definitiva» de la obra.
Poeta en Nueva York fue considerado por el propio autor como una de sus mejores realizaciones en el terreno de la poesía, hecho que lo demuestra la especial atención que puso en su elaboración y estructuración, cuidando el más mínimo detalle, desde la estructura interna del poemario hasta las ilustraciones que debían acompañarlo. Entre 1930 y 1936 barajó diversas posibilidades de publicación, circunstancia que se vio truncada con su prematura muerte. También cabe remarcar que durante esos años ofreció numerosas conferencias sobre el poemario neoyorquino.
La estructura de Poeta en Nueva York nunca ha sido del todo aclarada debido a la indefinición del autor antes de su muerte, existiendo cierta discrepancia en la adjudicación y distribución de los poemas. Frente a la tradicional lista entregada por Lorca a Bergamín existe una segunda lista encontrada en 1972 por Eutimio Martín en el reverso del manuscrito de El niño Stanton, sobre un posible proyecto de Lorca de un poemario titulado Tierra y luna, que contendría diecisiete poemas: diez del corpus neoyorquino (Cielo vivo, Nocturno del hueco, Asesinato, Panorama ciego de Nueva York, Luna y panorama de los insectos, Muerte, Vaca, Ruina, Vals en las ramas y Paisaje con dos tumbas y un perro asirio); tres que fueron incluidas en el posterior libro de Lorca Diván del Tamarit (Canción de las palomas, convertida en Casida de las palomas oscuras; Amarga, convertida en Gacela de la raíz amarga; y Toro y jazmín, convertida en Casida del sueño al aire libre); y, por último, otros cuatro poemas sueltos (Tierra y luna, Omega, Canción de la muerte pequeña y Pequeño poema infinito). Quizá un primer proyecto de Lorca fue desgajar su vivencia americana en dos obras, Poeta en Nueva York y Tierra y luna, pero parece que lo reconsideró al incluir varios poemas en Diván del Tamarit. En todo caso, nunca quedó aclarado, y diversas ediciones de Poeta en Nueva York han incluido los cuatro poemas que quedaron sueltos, aunque la mayoría ha optado por la versión de Bergamín.
Galaxia Gutenberg lo edita ahora por primera vez tal y como fue concebido por García Lorca y siguiendo con fidelidad el manuscrito entregado a Bergamín.

## Análisis

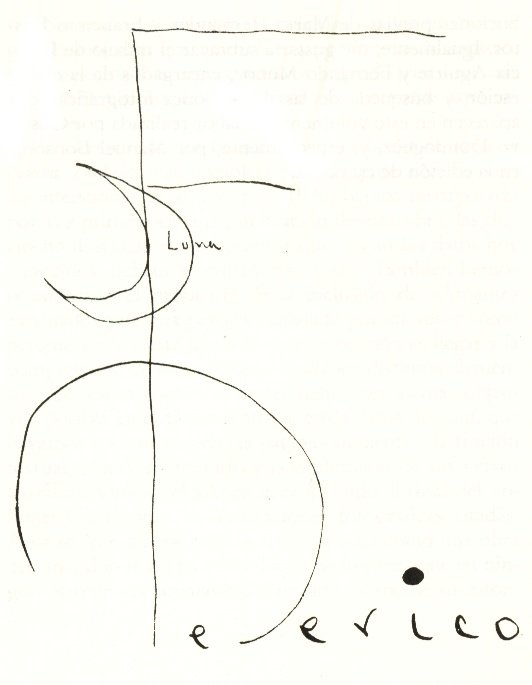
Firma de Federico García Lorca para Poeta en Nueva York

Poeta en Nueva York supuso un cambio crucial en la evolución poética del autor granadino, iniciada con Canciones en la tradición lírica clásica con un marcado sello popular y una métrica basada en el cancionero y el romance. Sus siguientes obras, Poema del cante jondo y Romancero gitano, estuvieron marcadas por una acusada estilización y la pervivencia de los elementos populares, aunque la versificación tradicional fue perdiendo terreno frente a la fantasía creadora del poeta. Perteneciente a la Generación del 27, al igual que otros autores adscritos a este movimiento (Rafael Alberti, Jorge Guillén, Dámaso Alonso, Gerardo Diego, Pedro Salinas, Vicente Aleixandre, Luis Cernuda, etc.) Lorca recibió diversas influencias, desde la poesía popular y los escritores del Siglo de Oro español (Lope de Vega, Góngora, Quevedo), pasando por Bécquer y Rubén Darío, hasta Antonio Machado y Juan Ramón Jiménez, así como el surrealismo, corriente de moda en el momento. Buscaban una renovación estilística, llegar a la «poesía pura», a través de un lenguaje metafórico, una versificación más sencilla que la de sus predecesores –especialmente el modernismo–, recurriendo por una parte a formas tradicionales (cancionero, romancero) y por otra al verso libre y el versículo.
Una de las principales influencias que se denotan en Poeta en Nueva York fue la del surrealismo: esta corriente pretendía renovar radicalmente la literatura, fomentar la libertad creadora del escritor a través de la libre expresión del subconsciente, abandonando cualquier tipo de convencionalismo ya fuese moral, social o artístico. Pretendían trascender la realidad accediendo a un nivel superior de conciencia, a una «sobre-realidad» –de ahí el nombre del movimiento– en la que el autor pueda expresar sin ningún tipo de ambages su visión del mundo y de la vida. Todo ello lo ejecutan a través de una profunda revolución del lenguaje, que pierde su carácter racional y objetivo para servir como instrumento de la libre expresión del pensamiento del escritor, en donde se entremezclan los objetos, los conceptos, las emociones, los sentimientos, expresados de forma espontánea, con un lenguaje onírico, subjetivo, irracional, fuertemente metafórico. Así, en vez de una lectura narrativa y funcional, pretenden que el lector sienta más que reflexione, perciba más que comprenda, que reciba una impresión que le provoque reacciones de tipo emocional.
La obra de García Lorca, pese a su vitalidad y a la dinámica personalidad reflejada por el autor en sus obras, expresa una profunda angustia existencial, una frustración debida a su condición sexual y a las rígidas conductas morales de la época, así como a una reivindicación social por las clases más humildes y desfavorecidas, por la miseria y opresión del hombre. Todo ello se funde con un sentimiento de fatalidad, de destino trágico, un «pathos» que impregna la obra de Lorca y que resultará premonitorio de su trágico final.
La estructura de Poeta en Nueva York es una oposición entre naturaleza y civilización, que el poeta enfrenta de forma dialéctica para denunciar la deshumanización de la sociedad moderna. Lorca reivindica la libertad, el retorno a la naturaleza frente a la alienación de la era industrial, al tiempo que denuncia la opresión sufrida por las clases desfavorecidas, los marginados, los oprimidos, así como la segregación racial. Todo ello lo hace con un lenguaje de gran simbolismo, donde predomina el sustantivo, tanto en la descripción de objetos como en la evocación de sentimientos. Los adjetivos en cambio no suelen ser descriptivos, y generalmente se presentan en asociaciones ilógicas, en imágenes fantásticas de raíz surrealista. Abundan las frases adverbiales y los verbos suelen expresar dinamismo, acción. El lenguaje es por lo general metafórico, con una expresión más sensorial que ideológica. Destaca el uso de la metagoge, que, junto al aspecto caótico de la composición y la sensación alucinante de su descripción, transmite una idea de dinamismo, de metamorfosis, de oposición entre realidad y fantasía.
Poeta en Nueva York se centra en dos aspectos esenciales: la ciudad y el poeta. En 1931, en una entrevista concedida a Rodolfo Gil Benumeya para La Gaceta Literaria, Lorca definió la ciudad como «interpretación personal, abstracción impersonal, sin lugar ni tiempo dentro de aquella ciudad mundo. Un símbolo patético: sufrimiento». Así, la ciudad tiene un valor metonímico, referenciado en sus lugares geográficos, que sin embargo queda simbolizada en la ciudad como concepto abstracto, como entidad alienadora del ser humano. Nueva York se convierte pues en un vehículo para que el poeta exteriorice sus sentimientos, plasma en la obra una cosmovisión que refleja el concepto que el autor tiene de la vida, la naturaleza y el hombre, con especial énfasis en el amor, la soledad y la muerte.
Vemos pues que el eje central del libro no es la descripción de la ciudad, sino el propio poeta, la exteriorización de sus emociones, hecho que se demuestra en la recurrente utilización de la primera persona. El poeta reivindica como no había hecho anteriormente su sexualidad, su libertad de amar, como se evidencia en unos versos de Poema doble del lago Eden: «pero no quiero mundo ni sueño, voz divina, quiero mi libertad, mi amor humano en el rincón más oscuro de la brisa que nadie quiera». Asimismo, se expresa con diversas voces o perspectivas poéticas: una «angustiada», en la que plasma su estado anímico depresivo a causa de los desengaños amorosos; otra «libertada», con la que resurgen sus ansias de vivir con plenitud la vida amorosa de su elección; y una última «solidaria», con la que expresa su pesar por el sufrimiento de los pobres y marginados, de las clases desfavorecidas.
Esta nueva expresividad del poeta se traduce en un lenguaje renovado, abandonando sus tradicionales referencias populares y su recurrente imaginería andaluza para buscar nuevas formas de expresión que encontrará en el surrealismo, que sin embargo interpreta de forma original y heterodoxa. El propio autor declaró en 1931: «ahora veo la poesía y los temas con un juego nuevo. Más lirismo dentro de lo dramático. Dar más patetismo a los temas. Pero un patetismo frío y preciso, puramente objetivo». Así, en Poeta en Nueva York recurre frecuentemente a la metáfora, que es fantástica, ilógica, inconexa, con asociaciones insólitas de elementos, animados o inanimados. Sin embargo, siempre conserva un carácter referencial y elaborado, no responde en absoluto a la escritura automática defendida por los surrealistas franceses. El ilogicismo de sus imágenes se encuentra inserido en la lógica de la estructura interna de los poemas, consiguiendo una vertebración de todas sus partes en una composición plenamente coordinada.

## Ilustraciones

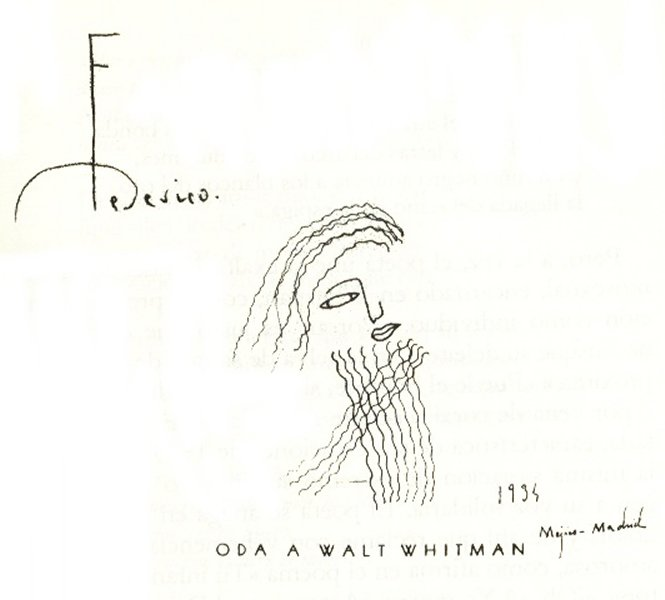
Dibujo de Federico García Lorca para la Oda a Walt Whitman

El proyecto de Lorca para la edición impresa de Poeta en Nueva York era el de ilustrarlo con una serie de fotografías descriptivas del contenido de los poemas, circunstancia reproducida en el original entregado a Bergamín, que incluía una lista de dieciocho ilustraciones, que si bien las describía no indicaba su ubicación en el texto, hecho por el cual no fueron incluidas en las ediciones originales. Las ilustraciones eran las siguientes:
- Estatua de la Libertad: posiblemente al comienzo del libro.
- Estudiantes bailando, vestidos de mujer: posiblemente para Fábula y rueda de los tres amigos.
- Negro quemado: posiblemente para Norma y paraíso de los negros.
- Negro vestido de etiqueta: posiblemente para El rey de Harlem.
- Wall Street: posiblemente para Danza de la muerte.
- Broadway 1830: quizá también para Danza de la muerte, donde se alude a Broadway.
- Multitud: posiblemente para Paisaje de la multitud que vomita y Paisaje de la multitud que orina.
- Desierto: posiblemente para Navidad en el Hudson.
- Máscaras africanas: posiblemente para Ciudad sin sueño.
- Fotomontaje de calle con serpientes y animales salvajes: igualmente para Ciudad sin sueño.
- Pinos y lago: posiblemente para Poemas del lago Eden Mills.
- Escena rural americana: posiblemente para En la cabaña del Farmer.
- Matadero: posiblemente para Introducción a la muerte.
- La Bolsa: posiblemente para Vuelta a la ciudad.
- El Papa con plumas: posiblemente para Grito hacia Roma.
- Fotomontaje de la cabeza de Walt Whitman con la barba llena de mariposas: posiblemente para Oda a Walt Whitman.
- El mar: posiblemente para Huida de Nueva York.
- Paisaje de La Habana: posiblemente para El poeta llega a La Habana.

## Estructura

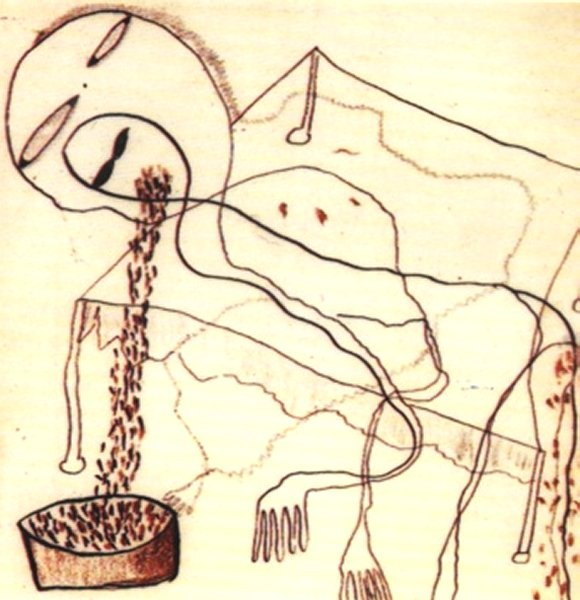
Dibujo de Federico García Lorca para Poeta en Nueva York

Debido al estado del original y sus posteriores manipulaciones, es difícil saber hasta qué punto la estructura actual del libro se corresponde con la intención de Lorca. En cualquier caso, los 35 poemas de Poeta en Nueva York aparecen organizados en diez secciones:
Poemas de la soledad en Columbia UniversityIncluye el epígrafe «Furia color de amor, amor color de olvido», de Luis Cernuda (de su poema La canción del oeste, del libro Un río, un amor). Son quizá los poemas más intimistas de toda la obra, abordando la amargura de su vida en la metrópolis comparada con la felicidad de su infancia (1910 (Intermedio)). Expresa la decepción por su ruptura amorosa (Tu infancia en Menton), lo que queda patente en el epígrafe de Cernuda, en el que el amor pasa de la furia por el abandono al olvido.
- Vuelta de paseo: fechado en Bushnellsville el 6 de septiembre de 1929, se conserva un autógrafo en la Fundación García Lorca. Representa la introducción al contenido de la obra, que, lejos de ser una crónica de sus vivencias en la ciudad, es la plasmación de su estado de ánimo –así, se encuentra «asesinado por el cielo»–. Escrito durante sus vacaciones con Ángel del Río, expresa el cansancio de vivir que el autor siente –«cansancio sordomudo»–, mostrando las dos voces del poeta, la «angustiada» –por el amor irrealizado– y la «libertada» –el intento de superación de su desengaño amoroso–. Quizá por eso el poeta situó este poema en primer lugar –pese a ser posterior cronológicamente–, porque sintetizaba de forma óptima su estado de ánimo y, por ende, el hilo principal de la obra.
- 1910 (Intermedio): fechado en Nueva York en agosto de 1929, se conserva un manuscrito en la Fundación García Lorca. Expresa su nostalgia por la infancia perdida, especialmente en comparación con su situación actual. Se queja de un hecho pasado –«he visto que las cosas cuando buscan su curso encuentran su vacío»–, lamentándose de haber perdido su inocencia.
- Tu infancia en Menton: incluye el epígrafe «Sí, tu niñez: ya fábula de fuentes», de Jorge Guillén (del poema Los jardines, publicado en Cántico). Titulado en principio Ribera 1910, apareció publicado en 1932 en la revista Héroe. La referencia a Guillén se entiende como un intento del poeta por recuperar el pasado, doliéndose por el amor traicionado. Sin embargo, no renuncia a encontrar la felicidad, aún sabiendo que no será tan pura como la primera vez.
- Fábula y rueda de los tres amigos: anteriormente titulado Primera fábula para los muertos, se conserva un manuscrito en la Fundación García Lorca. El poeta expresa en una macabra danza fúnebre su frustración por el amor perdido, objetivando por primera vez el dolor que siente. En el manuscrito original figuraba la exclamación «¡Oh Federico!», que posteriormente tachó, al igual que otras referencias a su nombre contenidas a lo largo del libro.[40]

Los negrosEstá dedicado a Ángel del Río. En esta sección muestra su solidaridad con los negros norteamericanos, denunciando su situación social y reivindicando su raza, de la que alaba su vitalidad y su pureza primigenia.
- Norma y paraíso de los negros: existen dos versiones manuscritas en la Fundación García Lorca, sin fechar. En este poema muestra la dicotomía del pueblo afroamericano, lo que odian y lo que aman, lo que tienen y lo que esperan, el paraíso que añoran y que no pueden tener en la tierra a la que fueron conducidos sus antepasados. La añoranza de un paraíso perdido entronca con otros poemas en que añora la infancia perdida, la inocencia perdida, el amor perdido.
- El rey de Harlem: fechado el 5 de agosto de 1929, apareció en la revista Los Cuatro Vientos en 1933. Está dividido en tres partes, que expresan por un lado la penosa situación en que viven los negros, por otra alude a su liberación y, por último, manifiesta de nuevo la injusticia cometida contra esta raza, a la que desea un porvenir de libertad y esperanza.
- Iglesia abandonada (Balada de la Gran Guerra): fechado en Nueva York el 29 de noviembre de 1929 con el subtítulo Recuerdo de la Guerra, se conserva un manuscrito en la Fundación García Lorca, y se publicó en la revista Poesía en 1933. Este poema se centra en la muerte, entremezclando los horrores de la guerra con las almas de los difuntos –está escrito en noviembre, mes de los muertos–, como alude las dos partes del título, sintetizados en la figura de un hijo perdido, por el que llora desesperadamente.[41]

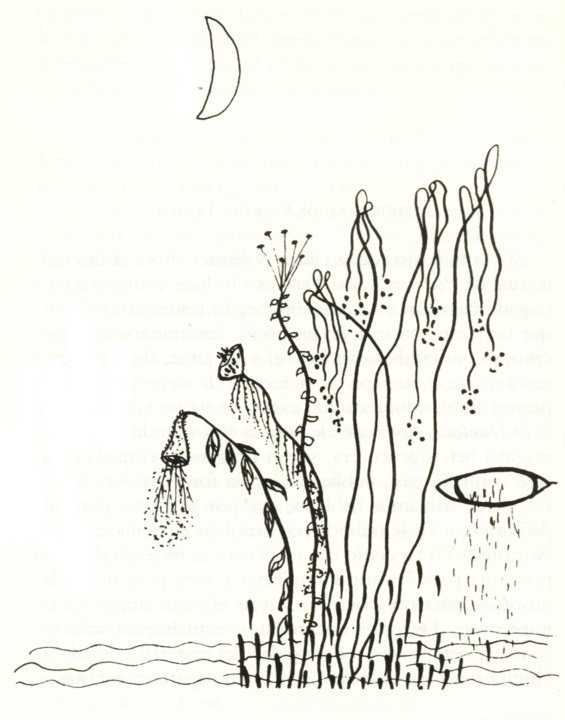
Dibujo de Federico García Lorca para Poeta en Nueva York

Calles y sueñosDedicado a Rafael Rodríguez Rapún, incluye el epígrafe «Un pájaro de papel en el pecho dice que el tiempo de los besos no ha llegado», de Vicente Aleixandre (del poema Vida, aparecido en La destrucción o el amor). Esta sección es la más descriptiva de la ciudad norteamericana, expresando la impresión que causó al poeta la vida de la gran urbe, la mecanizada sociedad industrial y la deshumanizada economía capitalista. Sin embargo, el epígrafe de Aleixandre alude de nuevo a su situación anímica, al desamor que lo sumerge en la soledad y la desesperación.
- Danza de la muerte: fechado en diciembre de 1929, se publicó en la Revista de Avance en 1930, en La Habana. Dividido en dos partes, en la primera habla de la danza que da título al poema, donde se entremezcla todo el dolor y la miseria inherentes a la vida urbana, que produce «columnas de sangre y de números, huracanes de oro y gemidos de obreros parados»; en la segunda se sitúa como espectador de este baile, donde no figuran los pobres y desfavorecidos, sino «los otros, los borrachos de plata, los hombres fríos», deseando que se produzca una inversión de estos factores, que los pobres y oprimidos se levanten sobre la injusticia y proclamen una sociedad nueva.
- Paisaje de la multitud que vomita (Anochecer de Coney Island): fechado en Nueva York el 29 de diciembre de 1929, se conservan dos manuscritos en la Fundación García Lorca, y se publicó en Noreste en 1935. Como el poema anterior muestra la situación provocada por el desastre de la bolsa en octubre de 1929, a través de una procesión de muertos, expresando en el vómito la desesperación por los que se encuentran en la miseria. A la vez, el poeta aparece como figura solitaria, desamparada, perdida entre la multitud, sintetizando la visión apocalíptica de la ciudad con su propio interior atormentado: «yo, poeta sin brazos, perdido entre la multitud que vomita».
- Paisaje de la multitud que orina (Nocturno de Battery Place): se conserva un manuscrito en la Fundación García Lorca, sin fechar. Poema de gran desolación, el autor se rinde a la desesperación, personificada en la figura de la «noche». Como en los dos poemas anteriores, sintetiza su dolor personal con la injusticia social, denunciando la insolidaridad de la sociedad capitalista.
- Asesinato (Dos voces de madrugada en Riverside Drive): se conserva un autógrafo en la Fundación García Lorca, con el subtítulo Dos voces en la calle 42, y se publicó en 1933 en la revista Blanco y negro. En esta breve composición el autor expresa en forma de diálogo un crimen ocurrido en la neoyorquina calle 42, sirviendo este acto físico para plasmar el dolor íntimo que subyace en el ánimo del poeta.
- Navidad en el Hudson: fechado en Nueva York el 27 de diciembre de 1929, se conserva un autógrafo en la Fundación García Lorca. En este poema se intensifica el dolor del protagonista, extendiendo su sensación de soledad al resto del mundo, que se personifica en el río Hudson. El poeta no vislumbra un claro porvenir, sumido en la impotencia de un pasado que no puede cambiar, en un amor que lo consume –«¡Oh filo de mi amor! ¡Oh hiriente filo!»–.
- Ciudad sin sueño (Nocturno del Brooklyn Bridge): se conserva un autógrafo en la Fundación García Lorca, fechado el 9 de octubre de 1929 con el subtítulo Vigilia, y se publicó en 1931 en Poesía española. Antología, de Gerardo Diego. Aquí expresa el poeta el mundo de la noche, de la vigilia, transmitiendo al panorama de la ciudad nocturna su propia insatisfacción, su imposibilidad de soñar o de encontrar alivio o esperanza: «no es sueño la vida. ¡Alerta!”; “al que le duele su dolor le dolerá sin descanso, y el que teme la muerte la llevará sobre sus hombros».
- Panorama ciego de Nueva York: se conserva un manuscrito en la Fundación García Lorca, con el título tachado de Templo del cielo (Canto del espíritu interior). Expresa una vez más de forma íntima su dolor, que hace extensivo a todo lo que le rodea, apareciendo la figura de la Muerte –«dientes que callarán aislados por el raso negro»– como plasmación de la esterilidad amorosa del poeta. El dolor es una plasmación física, algo que le golpea sin piedad: «todos comprenden el dolor que se relaciona con la muerte, pero el verdadero dolor no está presente en el espíritu».
- Nacimiento de Cristo: se conserva un autógrafo no fechado en la Fundación García Lorca. En este poema describe el nacimiento de Jesús, pero no de una forma alegre y jubilosa, como signo de esperanza, sino de forma pesimista, preludiando el nacimiento como el inicio del camino hacia la muerte, hacia el martirio y el sufrimiento que sufrió el Redentor.
- La aurora: se conserva un manuscrito en la Fundación García Lorca, con dos títulos anteriores tachados: Obrero parado y Amanecer. Evoca de nuevo la ciudad como símbolo de soledad, describiendo el amanecer no como señal de bienaventuranza, sino como imposibilidad de realización de las esperanzas y anhelos del poeta, que se encuentra al final de la noche en la más amarga desesperación –«allí no hay mañana ni esperanza posible», «no habrá paraíso ni amores deshojados»–.[42]

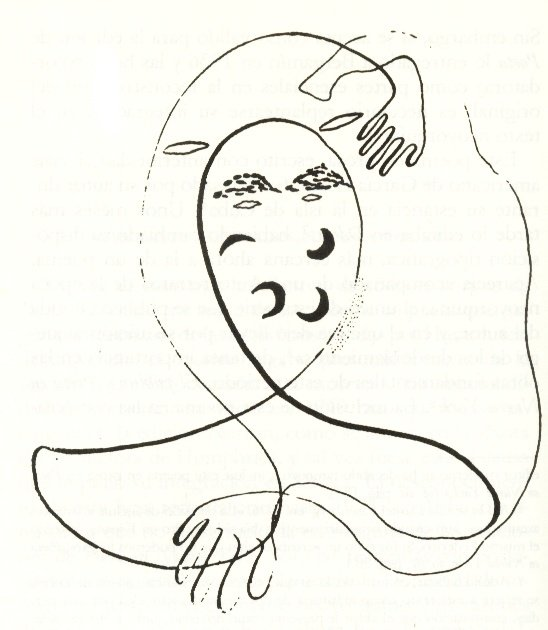
Dibujo de Federico García Lorca para Poeta en Nueva York

Poemas del lago Eden MillsDedicado a Eduardo Ugarte. Escritos durante su estancia en Vermont, el poeta vuelve a su vertiente más intimista, acentuada su depresión por la soledad y el tiempo tormentoso de la montaña.
- Poema doble del lago Eden: incluye el epígrafe «Nuestro ganado pace, el viento espira», de Garcilaso (verso 1146 de la Égloga segunda). Se publicó en la revista Poesía en 1933. En este poema Lorca hace una comparación –de ahí el título de «poema doble»– entre su infancia –su «voz antigua»– y su situación actual, describiendo de forma amarga la pérdida de su inocencia. Sin embargo, surge un nuevo sentimiento de reivindicación, de resurgir de sus conflictos internos para encontrar su esencia personal, reafirmar su estima y su realidad de hombre consciente de su valor como persona. Así, encuentra su «voz mía libertada», «para decir mi verdad de hombre de sangre», asumiendo de forma abierta su sexualidad –«quiero mi libertad, mi amor humano»–. A la vez, encuentra una nueva forma de expresión literaria, basada en la poesía pura: «matando en mí la burla y la sugestión del vocablo».
- Cielo vivo: se conserva un autógrafo en la Fundación García Lorca, fechado en la cabaña de Dew-Kum-Inn, Eden Mills, Vermont, 24 de agosto de 1929. De nuevo reflexiona sobre su amor perdido –«yo no podré quejarme si no encontré lo que buscaba»–, aunque no se resigna a la desdicha y pretende hallar la felicidad, buscando «su blanco de alegría cuando yo vuele mezclado con el amor y las arenas».[43]

En la cabaña del Farmer (Campo de Newburg)Dedicado a Concha Méndez y Manuel Altolaguirre. Escrito durante su estancia en el campo en verano de 1929, los poemas de esta sección aluden a hechos y personajes que el poeta conoció durante sus vacaciones, si bien con cierta deformación de la realidad: conoció una niña, la hija del granjero de Catskills (Bushnellsville), si bien no murió ahogada; el niño Stanton existió, pero no tenía cáncer –que sí padeció su padre–.
- El niño Stanton: se conservan dos autógrafos en la Fundación García Lorca, el primero fechado en Nueva York el 5 de enero de 1930 –posteriormente pues a su estancia en el campo–. La alusión al cáncer evoca el miedo a la muerte siempre presente en la obra de Lorca, y entronca con el dolor del poeta durante su estancia neoyorquina –«mi dolor sangraba por las tardes»–. Así, la figura del niño sirve para reconfortar al poeta, aludiendo de nuevo a la inocencia perdida.
- Vaca: publicado en 1931 en la Revista de Occidente, no se conserva el manuscrito. Pese a la descripción de la muerte de la vaca, el poema simboliza de nuevo el tormento interno del poeta, aludiendo al mundo de ultratumba como símbolo de la desintegración interior que siente Lorca.
- Niña ahogada en el pozo (Granada y Newburg): se conservan dos autógrafos en la Fundación García Lorca, con fecha del 8 de diciembre de 1929, Nueva York; se publicó en 1932 en Poesía española. Antología, de Gerardo Diego. Al contrario que el niño Stanton, que era una figura reconfortante, la niña ahogada personifica la frustración amorosa que siente el poeta. De nuevo identifica la muerte con el proceso destructivo que siente en su interior, y que se expresa en la fórmula «agua que no desemboca».[44]

Introducción a la muerte (Poemas de la soledad en Vermont)Dedicado a Rafael Sánchez Ventura. En esta sección identifica de nuevo muerte y soledad, centrándose en las consecuencias de esta última –al contrario que en la sección Poemas de la soledad en Columbia University, donde se centraba en sus orígenes–.
- Muerte: dedicado a Isidoro de Blas, fue publicado en 1931 en la Revista de Occidente, no conservándose el manuscrito. En este poema contrapone el esfuerzo de la vida con la quietud de la muerte, encadena los versos en un movimiento que simboliza la vida, en constante evolución, pero que desemboca sin remedio en la muerte –que una vez más es a la vez sinónimo del fin del amor–.
- Nocturno del hueco: escrito en septiembre de 1929 en las montañas de Catskills, fue publicado en la revista Caballo verde para la poesía que dirigía Pablo Neruda en 1935, no existiendo manuscrito actualmente. Hace de nuevo referencia a la noche, que esta vez simboliza el interior del poeta –«mi hueco sin ti»–. Se divide en dos partes: en la primera describe las consecuencias del fin del amor, simbolizado en el «hueco»; en la segunda, expresa su vacío interior, la imposibilidad de su amor de realizarse: «mi hueco sin ti, ciudad, sin tus muertos que comen. Ecuestre por mi vida definitivamente anclada».
- Paisaje con dos tumbas y un perro asirio: fue publicado en la revista 1616 en 1935, sin habernos llegado el manuscrito. Este poema enlaza con El niño Stanton por la alusión al cáncer, haciendo referencia nuevamente a la muerte. El perro es el de la granja de Catskills, un perro viejo y ciego que según Ángel del Río «dormía en el pasillo a la puerta de la habitación de Lorca», lo que le producía un enorme terror.
- Ruina: dedicado a Regino Sainz de la Maza, fue publicado en 1931 en la Revista de Occidente y en 1932 en Poesía española. Antología, de Gerardo Diego, sin que haya sobrevivido el manuscrito. El poeta hace alusión a la destrucción de la naturaleza, como presentimiento de muerte –representada por «las hierbas»–, que de nuevo está identificada con el fracaso amoroso. Así, busca escapar de este destino trágico encontrando su propia identidad: «hay que buscar de prisa, amor, de prisa, nuestro perfil sin sueño».
- Amantes asesinados por una perdiz: poema en prosa del que se conservan tres versiones: una publicada en la revista Verso y prosa y conservada en los archivos de Juan Guerrero Ruiz en la Universidad de Puerto Rico; otra publicada en Planas de poesía en 1950; y otra publicada en Ddooss en 1930. No apareció en las primeras ediciones de 1940. Escrito con anterioridad al periplo americano de Lorca, fue revisado por éste durante su estancia en Cuba, siendo incorporado al corpus neoyorquino como consta en la lista entregada por Lorca a Bergamín. El poeta relata una historia de amor, la de dos amantes que mueren por amor, porque «los dos lo han querido», «por eso se han muerto, por eso. Con 20 ríos y un solo invierno desgarrado».
- Luna y panorama de los insectos (Poema de amor): incluye el epígrafe «La luna en el mar riela, en la lona gime el viento, y alza en blando movimiento olas de plata y azul», de Espronceda (La canción del pirata). Se conserva un manuscrito en la Fundación García Lorca, fechado en Nueva York el 4 de enero de 1930. Su temática está en consonancia con Amantes asesinados por una perdiz, describiendo nuevamente una historia de amor, un amor donde «son mentiras las formas», pero que es acosado y destruido. En cambio, la presencia del marino –de ahí la alusión a Espronceda– es sinónimo de libertad, la cual se opone a la muerte.[45]

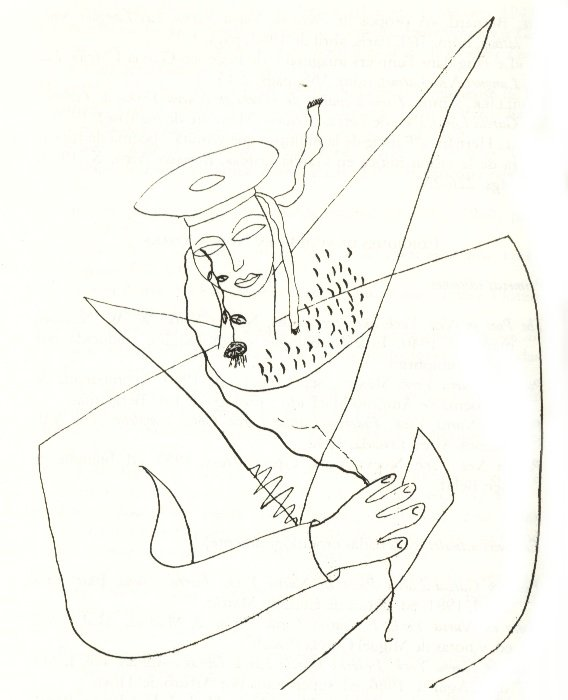
Dibujo de Federico García Lorca para Poeta en Nueva York

Vuelta a la ciudadDedicado a Antonio Hernández Soriano. Escrito tras su regreso a Nueva York después de las vacaciones, de nuevo denuncia la insolidaridad del sistema capitalista –personificado en Wall Street–, tema que mezcla como es habitual a lo largo del libro con la presencia de la muerte.
- Nueva York (Oficina y denuncia): dedicado a Fernando Vela, fue publicado en 1931 en la Revista de Occidente. Aunque la copia del manuscrito utilizado por Vela se ha perdido, el original autógrafo fue depositado en la Biblioteca del Congreso de EE. UU. y descrito por primera vez por Christopher Maurer en enero de 2011. Como indica el título, el poeta denuncia la injusticia social del sistema americano, su deshumanización y su egoísmo, su falta de ética y su desnaturalización respecto a la vida. Su solidaridad con los que sufren parte de su propio sufrimiento, denunciando el mal que ha vivido en carne propia.
- Cementerio judío: se conserva un manuscrito en la Fundación García Lorca, fechado en Nueva York el 18 de enero de 1930 con el título Sepulcro judío. Habla de la muerte de un judío –que simboliza el poder económico–, describiendo las diferentes etapas del proceso que lleva a la muerte, desde las relacionadas con la medicina, pasando por la religión, hasta la vida de ultratumba.
- Crucifixión: se conserva un manuscrito, fechado en Nueva York el 18 de octubre de 1929 y que fue entregado por Lorca a Miguel Benítez Inglott, no apareciendo en las primeras ediciones de 1940. De nuevo aparece la temática religiosa, estableciendo una relación entre la muerte de Cristo y su situación amorosa –de nuevo la «muerte por amor»–. La alusión a una vaca alude igualmente al símbolo del sacrificio, haciendo un paralelismo entre la sangre de Cristo y la leche benefactora de este animal. Asimismo, opone estos sacrificios –el de Cristo, el de la vaca y el de su propio amor– a la actitud de los «fariseos», denuncia que quedará más implícita en Grito hacia Roma.[46]

Dos odasDedicado a Armando Guibert. En estas dos composiciones el poeta alude directamente al tema del amor, tratado en Grito hacia Roma de forma colectiva y en Oda a Walt Whitman de forma individual, y contraponiéndolo en ambos casos a la hipocresía de los fariseos y los guardianes de la moral.
- Grito hacia Roma (Desde la torre del Chrysler Building): se conserva un autógrafo en la Fundación García Lorca, anteriormente titulado Roma y Oda de la Injusticia. El poeta denuncia la actitud insolidaria de la Iglesia –aludida como «la gran cúpula» y «el hombre vestido de blanco»– frente al amor auténtico, principalmente el que deriva del sufrimiento: «debajo de las estatuas no hay amor, no hay amor bajo los ojos de cristal definitivo. El amor está en las carnes desgarradas por la sed, y en la choza diminuta que lucha con la inundación». Frente a esta actitud contrapone el verdadero mensaje evangélico, de paz y amor: «el hombre vestido de blanco ignora el misterio de la espiga, ignora el sufrimiento de la parturienta, ignora que Cristo pueda dar agua todavía». El poeta se suma a la gente que sufre, a los pobres, los desfavorecidos, como se denota en el título desechado de Oda de la Injusticia, posiblemente en denuncia de los pactos de Letrán entre Mussolini y la Santa Sede; frente a ello, los sometidos deben reclamar sus derechos: «porque queremos el pan nuestro de cada día», «porque queremos que se cumpla la voluntad de la Tierra, que da sus frutos para todos».[47]
- Oda a Walt Whitman: se conserva un manuscrito, fechado el 15 de junio de 1930, perteneciente a Rafael Martínez Nadal, publicándose en 1934 en Poesía española. Antología, de Gerardo Diego. En este poema simboliza en la figura de Walt Whitman el amor auténtico, inmaculado, puro, hermoso, contrapuesto a la fealdad y horror de los «maricas», los seres impuros, rendidos a la lujuria y que no conocen la trascendencia del amor espiritual. Así, defiende la legitimidad del hombre para escoger libremente su tendencia sexual, sin verse discriminado ni sumergido en el inframundo de los «maricas»: «porque es justo que el hombre no busque su deleite en la selva de sangre de la mañana próxima».[48]

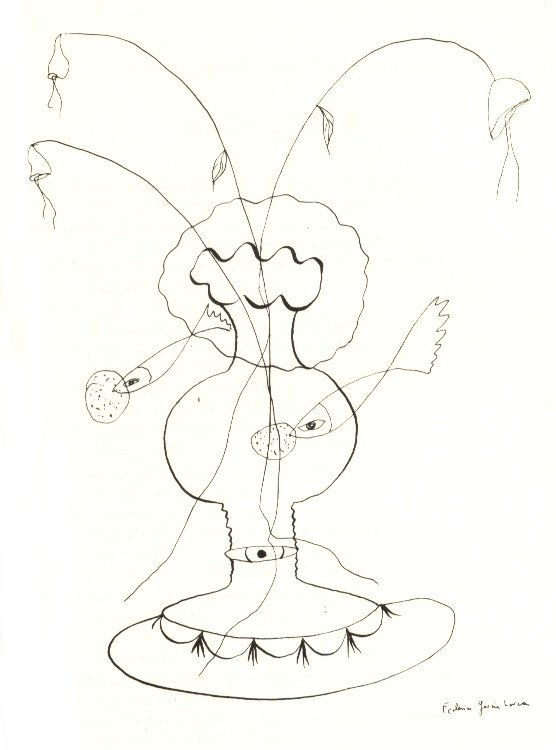
Dibujo de Federico García Lorca para Poeta en Nueva York

Huida de Nueva York (Dos valses hacia la civilización)De nuevo el protagonista habla del amor, a través de unas composiciones inspiradas en el ritmo de vals, que intenta imitar a través de la utilización de estribillos. El tono es más alegre, quizá debido a la partida del poeta de la ciudad que le proporcionó una sensación tan negativa.
- Pequeño vals vienés: fechado el 13 de febrero de 1930, fue publicado en la revista 1616 en 1934, existiendo una copia de Genaro Estrada que se conserva en la Fundación García Lorca. El poeta alude a su sentimiento amoroso con la fórmula de «te quiero siempre», que relaciona con la infancia como tiempo de cándida inocencia: «porque te quiero, te quiero, amor mío, en el desván donde juegan los niños». Este poema fue musicalizado por Leonard Cohen en la canción Take This Waltz, perteneciente al LP I'm Your Man y por la artista española Ana Belén en su álbum Lorquiana. Poemas de Federico García Lorca.
- Vals en las ramas: fechado en La Huerta de San Vicente el 21 de agosto de 1931, fue publicado en 1932 en la revista Héroe. Al igual que en el anterior, habla de un amor melancólico y evocador, personificando en un ruiseñor la muerte por amor –como ocurre en otras obras del poeta, como El público–.[49]

El poeta llega a La HabanaDedicado a Fernando Ortiz. Esta sección coincide con el único poema escrito durante su estancia en Cuba, donde trasluce un mayor optimismo y alegría por la vida.
- Son de negros en Cuba: se conservan tres autógrafos: uno fechado en abril de 1930 y publicado en Musicalia durante la estancia del poeta en Cuba; otro perteneciente a la conferencia realizada por Lorca para Poeta en Nueva York, que se conserva en la Fundación García Lorca; y otro en una hoja suelta que también se conserva en la Fundación. Este poema lo escribió en Santiago de Cuba, inspirándose en el son, el ritmo musical cubano –lo que se demuestra en la repetición del estribillo «iré a Santiago»–. Está plagado de referencias a gentes, lugares y objetos propios de Cuba, mostrando en sus versos su anhelo de olvidar los sufrimientos anteriores.[50]